# Vadim Brînzan
Vadim Brînzan (n. 1971, RSS Moldovenească, URSS) este un economist și politician moldovean care a deținut funcția de ministru al Economiei și Infrastructurii în Guvernul Maia Sandu. Este fiul deputatei în primul Parlament al Republicii Moldova, Nadejda Brânzan.